# Pacific Grove
Pacific Grove er en by i det vestlige  Californien med 15.504 indbyggere (pr. 2013). Den ligger nær byen Monterey ved Stillehavet i Monterey Bay.
Ved byen ligger Point Pinos Lighthouse, som er det ældste stadig operationelle fyrtårn i det vestlige Californien, samt Pacific Grove Museum of Natural History og Stowitts Museum & Library der ligger i centrum af byen. 
Byen blev kendt, da countrysangeren John Denver den 12. oktober 1997 styrtede ned med sit fly Experimental Rutan Long-EZ og omkom ud for Pacific Grove ved Point Pinos i Monterey Bay.
Ved nedstyrtningsstedet, som også kaldes "John Denver Beach", er der opsat drivtømmer med sangerens navn samt plantet et træ i Lovers Point Park. I 2007 indviede man en mindeplade til minde om John Denver. 